# 101忠狗
《101忠狗》（英語：One Hundred and One Dalmatians）是一部由華特迪士尼製作，並於1961年上映的動畫電影。它的上映日期是1961年1月25日（香港則於1962年5月2日上映），為第17部華特迪士尼經典動畫長片。同時也是继1955年的《小姐与流浪汉》之后的第二部以狗为主角的迪士尼动画片。其內容的故事是自多迪·史密斯所寫的兒童文學作品《第101隻斑點狗》改編而來，同時也被认为是父母最乐意推薦給儿童觀賞的電影之一。
本片的电影原声带已经由滚石在台湾发行。本片DVD已经分别由中录德加拉，博伟在台湾发行。雙碟白金珍藏版DVD在中國大陸由泰盛文化發行，香港由洲立影視代理發行。在這部電影中，洛德·泰勒負責了第一隻大麥町狗彭哥（Pongo）的配音，貝蒂·羅·格爾森則擔任了反派角色庫伊拉（Cruella）的配音。而故事內容主要就是敘述彭哥和其配偶白佩蒂（Perdita）所產下的小狗被庫伊拉的手下偷走後所發生的冒險事件。
該作和以往的迪士尼動畫电影有所不同，實行了颠覆性的改变和尝试，不但歌曲成分被减少，同時還摒棄了傳統的管弦樂和爵士樂的加入。該作也是第一部由人工上油墨和颜料的傳統製作方法變更為复印方法（將鉛筆線原畫稿用轉描機複印到賽璐珞透明膠片上）的動畫作品，由於《睡美人》在票房上的巨大失败導致迪士尼不得不开始缩减成本，並大幅裁减傳統的上色技術人員以节省开支。
這部電影因為對角色的生動刻畫、趣味性、動畫而獲得影評界普遍正面的評價，在1996年改編成了一部真人演出的電影，英文片名沒變，但在華語市場則譯作《101真狗》，其後更推出續集《102斑點狗》。

## 劇情
彭哥（Pongo）是一隻大麥町狗，牠和他的單身漢作曲家主人羅傑（Roger）居住在英國倫敦的一間小公寓中。彭哥對牠單身的生活感到無趣，於是就開始為自己和主人尋找一對異性伴侶。從窗戶的觀察中，彭哥看到了一對完美的組合：一位名叫安妮塔（Anita）的女士以及一隻名叫白佩蒂（Perdita）的大麥町狗。於是，彭哥很快的把羅傑帶出了公寓，並把他拉到公園中，想要讓他們互相見面。彭哥意外的讓羅傑和安妮塔兩人摔到了池塘中，但這卻奇妙地起了效用，他們兩人認識後就相愛了。後來，這對情侶和大麥町狗都結婚了。
之後，白佩蒂產下了十五隻小狗，而其中一隻差一點死掉，但在羅傑的搶救下仍舊活過來了。後來，這隻狗就被取名叫幸運（Lucky）。當晚，庫伊拉·德維爾（Cruella De Vil）前來拜訪羅傑他們，她是安妮塔以前一位很有錢的同學，同時是皮草愛好者。庫伊拉想要以很高的價錢買下白佩蒂產下的所有小狗，但是羅傑堅持不肯將牠們賣出去。幾個星期之後，庫伊拉就雇用了霍瑞斯（Horace）和賈斯柏（Jasper）來偷竊這幾隻小狗。在小狗們被偷走後，羅傑和安妮塔就嘗試報警，但倫敦警方沒有辦法證明這些小狗是庫伊拉偷的，所以找不到下落。後來，彭哥就用自己的叫聲來聯絡英國其它地方的狗來傳達訊息，請求別的狗來幫忙。
上校（Colonel），一隻英國古代牧羊犬以及其部下：上尉（Captain），一匹馬、提布斯中士（Sergeant Tibbs），一隻貓駐守在鄉下地區。牠們接到了從倫敦傳來的消息之後，就到附近的一棟建築物（其實就是庫伊拉的住處）去搜尋。在那裡，牠們發現了羅傑和安妮塔被偷的十五隻小狗和其它庫伊拉從各處買來的斑點狗，總共九十九隻。牠們還發現，庫伊拉打算將這些小狗殺掉後剝下皮來製作狗皮大衣。於是，上校就快速的將訊息傳回了倫敦，而彭哥和白佩蒂接到了消息後，也立刻前往那裡。當彭哥和白佩蒂抵達庫伊拉的住處時，賈斯柏和霍瑞斯正準備要殺掉那些小狗。正當兩隻狗在對付那兩個男人時，上校和提布斯中士就趁機將小狗們帶離了房子。
在彭哥與白佩蒂和自己的小狗們團聚之後，驚訝的發現還有另外84隻小狗，同時也知道了庫伊拉邪惡的計畫。於是，彭哥就決定收養這些剩下的幼犬，畢竟牠認為羅傑和安妮塔是不會拒絕牠們的。之後，小狗們就展開了返回倫敦的旅程，途中受到了不少善良動物的幫忙，也面臨著庫伊拉、賈斯柏和霍瑞斯的威脅。
在一個小鎮中，小狗們將煤灰抹在自己身上，讓自己看起來像黑色的拉布拉多狗以躲過庫伊拉他們的搜尋。後來，小狗們就跑上了一台正準備前往倫敦的搬家大貨車，但正當牠們跑上貨車時，融雪從屋簷上掉了下來，導致小狗們的行蹤被庫伊拉發現。貨車開走後，庫伊拉也就開著車窮追不捨。而另一方面，賈斯柏和霍瑞斯的車同時也正想從另外一個路口趕上貨車，但到了岔路口時，他們卻撞上庫伊拉的車，兩輛車都掉到了河谷中，兩車全毀，人全沒事，庫伊拉氣憤地責備霍瑞斯和賈斯柏，且失望地哭泣。
在倫敦，羅傑和安妮塔正準備慶祝聖誕節和羅傑發行的第一首歌《庫伊拉·德維爾》（Cruella De Vil），但是他們仍然想念自己的小狗，所以過得並不是很開心。不過，突然門外聽到了一陣小狗的叫聲，在他們的僕人蘭妮打開門後，101隻小黑狗就衝了進來。在把牠們身上的煤灰掃掉後，羅傑和安妮塔才發現自己的小狗們回來了，同時還帶著另外的84隻狗。於是，他們決定將羅傑新歌所賺到的錢拿去購買鄉下的一個大房子，來收容這些小狗。

## 配音員
| 配音                    | 配音   | 配音                                      | 配音     | 角色                                 |
| 美國                    | 台灣   | 粵語                                      | 中國大陸 | 角色                                 |
| ----------------------- | ------ | ----------------------------------------- | -------- | ------------------------------------ |
| 羅德·泰勒               | 孫中台 |                                           | 程玉珠   | 彭哥（Pongo）                        |
| 凱特·巴爾（Cate Bauer） |        |                                           | 狄菲菲   | 白佩蒂（Perdita）                    |
| 貝蒂·劉·吉爾森          | 陈美贞 | 龍寶鈿                                    | 程晓桦   | 庫伊拉·德維爾（Cruella De Vil）      |
| 班·懷特                 |        | 張錦程                                    | 宋怀强   | 羅傑·雷德克里夫（Roger Radcliffe）   |
| 海蓮妮·史丹利           | 陳惠卿 | 莫蒨茹                                    | 梅梅     | 安妮塔·雷德克里夫（Anita Radcliffe） |
| 瑪莎·溫特沃斯           |        | 謝月美                                    | 蘇秀     | 蘭妮（Nanny）                        |
| 瑪莎·溫特沃斯           |        |                                           |          | 奎尼（Queenie）                      |
| 瑪莎·溫特沃斯           |        |                                           |          | 露西（Lucy）                         |
| 弗雷屈克·瓦羅克         |        | 吳錦源                                    | 於鼎     | 霍瑞斯（Horace）                     |
| 弗雷屈克·瓦羅克         |        |                                           |          | 克萊文警長（Inspector Craven）       |
| J·派特奧馬利            | 胡大卫 | 周志輝                                    | 尚華     | 賈斯柏（Jasper）                     |
| J·派特奧馬利            |        |                                           |          | 上校（Colonel）                      |
| 索爾·拉文斯克夫         |        |                                           |          | 上尉（Captain）                      |
| 大衛·法蘭克漢           |        |                                           |          | 提布斯中士（Sergeant Tibbs the Cat） |
| 芭芭拉·彼爾德           |        |                                           |          | 滾球（Rolly）                        |
| 米奇·馬佳               |        |                                           |          | 小斑（Patch）                        |
| 珊德拉·阿布特           |        |                                           |          | 佩妮（Penny）                        |
| 米米·吉布森             |        |                                           |          | 幸運（Lucky）                        |
| 圖德·歐文               |        |                                           |          | 大狗（Towser）                       |
| 喬治·佩林               |        |                                           |          | 丹尼（Danny）                        |
| 奎妮·里歐納德           |        |                                           |          | 公主（Princess）                     |
| 芭芭拉·盧迪             |        |                                           |          | 羅伯（Rover）                        |
| 瑪姬莉·本內特           |        |                                           |          | 杜翠絲（Duchess）                    |
| 瑞奇·索森               |        |                                           |          | 斑點（Spotty）                       |
| 湯姆·康威               |        |                                           |          | 柯利犬（Collie）                     |
| 湯姆·康威               |        |                                           |          | 問題大師（Quizmaster）               |
| 貝蒂·劉·吉爾森          |        |                                           |          | 鮑威爾小姐（Mrs. Birdwell）          |
| 保羅·瓦克斯勒           |        |                                           |          | 汽車維修師（Car Mechanic）           |
| 巴索·魯斯迪             |        |                                           |          | 卡車司機（Truck Driver）             |
| 保羅·弗李斯             |        |                                           |          | 骯髒道森（Dirty Dawson）             |
| 露絲兒·布利斯           |        | 李思行                                    |          | 電視歌手（TV Commercial Singer）     |
|                         |        | 梁榮德 龔國強 龍天生 李建良 白嘉倩 陶贊新 |          |                                      |

## 制作

### 故事发展
儿童小说《一百零一只斑点狗》（The Hundred and One Dalmatians）由多迪·史密斯（Dodie Smith）于1956年11月19日出版，立刻取得了成功。到1957年2月，编剧查尔斯·布拉凯特将这部作品推荐给了华特·迪士尼，经过长时间的谈判，他于当年11月26日以25,000美元的价格获得了该小说的电影版权。该项目被定为迪士尼继《睡美人》（1959年电影）（当时仍在制作中）之后的下一部动画长片。 最初预计将在两年内完成。故事美术师比尔·皮特被指派独自负责故事开发，这是迪士尼动画电影首次由一个人独自编写剧本。迪士尼还要求皮特先写出详细的剧本，再开始分镜头绘制；由于皮特从未学过打字，他便用手写初稿，写在法律用纸上。迪士尼获得批准后，皮特在两个月内完成并打字整理了手稿，随后开始制作故事板，并负责录制配音过程。这是迪士尼动画长片首次在制作故事板之前批准完整剧本，但这被称为“一次短暂的尝试”，直到《鼠胆英雄》（1986年）之前，迪士尼动画都未再采用这种方法。
皮特紧密跟随史密斯的小说情节，但压缩了一些角色，包括克鲁埃拉的丈夫和猫。以及Cadpig，Pongo和Missis的小狗中体型最小的母犬，她的特征最终被转移到了电影中的Lucky身上。他还将两只斑点狗母亲——亲生母亲Missis和领养母亲Perdita——合并为一只，以后者的名字来命名她；同样，小说中的保姆库克和保姆巴特勒被合并为一个角色，简单地称为保姆。上校的猫助手由原本的雌性“柳猫”（Pussy Willow）改为雄性“中士提布斯”（Sergeant Tibbs），而霍勒斯·巴顿（Horace Badun）则改名为索尔（Saul）。其中，皮特保留了原著中的一个场景，斑点狗彭哥和珀蒂塔与他们的主人一起齐声交换结婚誓言，主人也被改名为罗杰和安妮塔·拉德克利夫。然而，在审查委员会海斯法典）警告说，如果动物重复庄严宗教仪式的确切用语，可能会冒犯某些宗教观众之后，这一场景被重新修改得不那么宗教化，最终只是让罗杰和安妮塔穿上正式服装。这部电影的原本结局设定是，新致富的罗杰卖掉了他关于克鲁艾拉的歌曲，并买下了地狱大厅（Hell Hall），将其改造成了一座大麦町（斑点狗）庄园，而彭戈（Pongo）和珀蒂（Perdita）也期待着新一窝幼犬的诞生。最终，这一结局被删减并重写，改为斑点狗们在逃离克鲁艾拉后与主人重聚。
尽管迪士尼不像以往那样频繁参与动画电影的制作，但他始终出席故事会议。当皮特（Peet）寄给多迪·史密斯（Dodie Smith）一些角色的草图时，她回信表示他改进了她的故事，设计看起来比书中的插图还要好。

## 評價
本片在Metacritic根據10條評論，獲得加權平均分數83分（滿分100分），2022年5月，本片在Metacritic列出的影史百大動畫電影排名中名列第67名。

## 外部連結
- 《101忠狗》 - 迪士尼電影版卡通 （页面存档备份，存于）（繁體中文）
- 《101忠狗》 - 迪士尼電影資料庫 （页面存档备份，存于）（繁體中文）
- 互联网电影数据库（IMDb）上《101忠狗》的资料（英文）
- AllMovie上《101忠狗》的资料（英文）
- 爛番茄上《101忠狗》的資料（英文）
- 豆瓣电影上《101忠狗》的資料 （简体中文）